# Karel Philippus Bernet Kempers
Karel Philippus Bernet Kempers (Nijkerk, 20 september 1897 – Amsterdam, 30 september 1974) was een Nederlands musicoloog. Hij wordt gezien als grondlegger van de muziekwetenschappen in Nederland.

## Achtergrond
Hij is de zoon van Karel Jan Willem Kempers, notaris en oud-directeur der registratie en domeinen, en Anna Geertruida Sara Willemina den Doesschate. In 1950 werd K.Ph. Bernet Kempers benoemd tot officier in de Orde van Oranje-Nassau, in 1968 bij bevordering tot ridder in de Orde van de Nederlandse Leeuw. Hij was in het bezit van de zilveren medaille van het Amsterdamse Concertgebouw. Hij werd in Den Haag begraven.
Uit de familie:
- Zijn broer August Johan Bernet Kempers (1906-1992), kenner van de tropen, werd doctor in de letteren en wijsbegeerte en hoogleraar.
- Zijn echtgenote sinds 1934 Geertruida Dorothea (Truus) Boursse (Bussum, (25 juli 1903 – Amsterdam, 5 februari 1990) was pianiste en pianodocente aan de Gooise Muziekschool.
- Hun dochter Anneke Elisabeth is kunstenares.
- Hun dochter Justine Louise Bernet Kempers (1944-1999) was actrice.

## Loopbaan
Het was niet vanaf het begin duidelijk dat Bernet Kempers in de muziek terecht zou komen. Hij studeerde eerst bij zijn vader voor notariaat, na de HBS in 's-Hertogenbosch en werkte kort voor de Dordtse gemeenteontvanger. Vanaf 1928 studeerde hij harmonieleer, contrapunt en compositieleer bij Bernard Zweers.  Simon van Milligen gaf hem lessen in muziekgeschiedenis en muziektheorie en Gonda van Dam gaf hem pianolessen. Van 1922 tot 1926 studeerde hij aan de Universiteit van München. Van Adolf Sandberger kreeg hij muziekgeschiedenis, kunstgeschiedenis, Duitse literatuur en pedagogie. Hij promoveerde in 1926 cum laude op de dissertatie Jacobus Clemens non Papa und Seine Motetten. In 1927 richtte hij te Frankfurt am Main een tentoonstelling in onder de naam Musik im Leben der Völker, met werken uit de Scheurleerverzameling. In datzelfde jaar was hij te horen via de KRO-radio met een lezing over het ontstaan van het officiële gezang der Katholieke kerk. Vanaf 1929 was hij privaatdocent muziekgeschiedenis aan de Amsterdamse Gemeente Universiteit. In 1937 werd hij daar benoemd tot lector, in 1946 tot buitengewoon hoogleraar en in 1953 tot gewoon hoogleraar. Hij gaf tevens les aan het Koninklijk Conservatorium in Den Haag. In 1930 hield hij een lezing tijdens het eerste congres van Sociëté internationale de musicologie over Die französische und die wallonische Chanson im 16ten Jahrhundert. Hij was betrokken bij de oprichting van de Nederlandsche Mozart-gemeente. Vanaf 1934 was hij tevens docent aan het Amsterdams Conservatorium. In 1935 werd hij eerste secretaris van de Koninklijke Nederlandse Toonkunstenaars Vereniging, waarvan hij later ook voorzitter was.
In 1942 werd hij gearresteerd omdat hij zich niet wilde aansluiten bij het Kunstenaarsgilde van de Kultuurkamer. Hij zat gevangen in het Oranjehotel in Scheveningen en werd naar Kamp Amersfoort overgebracht. Hij werd vrijgelaten en kon de jaren daarop lezingen blijven geven. In 1948 werd hem door het American Institute of Musicology gevraagd mee te helpen een uitgave te verzorgen van het gehele oeuvre van Jacobus Clemens non Papa. Van 1946 tot 1951 was hij muzikaal adviseur bij de AVRO. In 1955 trad hij toe tot het bestuur van het Concertgebouworkest. Hij werd ook hoofdredacteur van Preludium. Bernet Kempers was promotor van Eduard van Beinum toen die een eredoctoraat kreeg aan de Universiteit van Amsterdam. Marius Flothuis en Willem Gehrels waren leerlingen van hem. In 1957 was hij betrokken bij de huldiging van Willem Andriessen (jarenlang medebestuurder van de KNTV) en in 1958 bij het Clemens non Papajaar ter gelegenheid van diens 400ste sterfjaar.
In 1968 nam hij afscheid van de Universiteit van Amsterdam met een lezing Herinneringsmotieven, leidmotieven en grondthema’s. Hij werd opgevolgd door Frits Noske. In 1971 overhandigde hij als voorzitter van de Nederlandse afdeling van de Internationale Gustav Mahler Gesellschaft een gouden Mahler-medaille aan Bernard Haitink met de woorden "En toen kwam er een jongeman die het aandurfde de Mahler-traditie in Amsterdam voort te zetten". Over componist Richard Strauss schreef hij: "Hoed af, heeren, toch een genie".

## Publicaties (selectie)
- Die Souterliedekens des Clemens non Papa
- Meesterwerken der muziekdramatische kunst: Die Zauberflöte (1929)
- Meesterwerken der muziekdramatische kunst: Carmen (1929)
- De Italiaansche Opera (haar ontstaan en ontwikkeling van Peri tot Puccini (1929)
- Biografie over Robert Schumann, vertaling van Aberts werk.
- Ludwig van Beethoven, zijn tijdgenoten en nakomelingen; De Maasbode, 25 maart 1927
- Ludwig Senfl, in muziekblad De Muziek (mei 1927)
- Muziekgeschiedenis, Uitgeverij W.L. en J. Brusse, Rotterdam (1931, regelmatig herdrukt)
- Meesters der muziek (1939, eveneens regelmatig herdrukt)
- Muziek en litteratuur, in het programma van de Volksuniversiteit (1935)
- De liederen uit Valerius’s  Nederlandtsche Gedenck-Clanck Uitgeverij W.L. en J. Brusse, Rotterdam (1941)
- Panorama der muziek (1948)